# 近江長岡駅
近江長岡駅（おうみながおかえき）は、滋賀県米原市長岡にある、東海旅客鉄道（JR東海）・日本貨物鉄道（JR貨物）東海道本線の駅である。駅番号はCA81。
JR東海の駅で唯一、駅名に「近江」を冠した駅である。運行形態の詳細は「東海道線 (名古屋地区)」を参照。

## 歴史
- 1889年（明治22年）7月1日：関ケ原 - 馬場（現・膳所）間開通時に、長岡駅（ながおかえき）として開業[2][3]。
- 1895年（明治28年）4月1日：線路名称制定。東海道線（1909年に東海道本線に改称）の所属となる。
- 1899年（明治32年）
  - 10月15日：関ケ原駅との間に、現在の柏原駅廻りのルートである勾配緩和線が開業。深谷駅廻りの旧線は休止。
  - 12月28日：旧線が廃止[3]。
- 1914年（大正3年）12月1日：近江長岡駅に改称[2]。
- 1952年（昭和27年）5月頃：大阪窯業セメント（現在の住友大阪セメント）専用線が運行開始。
- 1961年（昭和36年）10月3日：従来の木造駅舎を鉄筋コンクリート造に改築[6]。有効長を延ばすと同時に地下道を新設[6]。
- 1971年（昭和46年）10月4日：専用線発着を除く貨物の取扱いを廃止[2]。
- 1975年（昭和50年）5月24日：第26回全国植樹祭開催に合わせて昭和天皇のお召し列車が名古屋駅 - 近江長岡駅間で運行[7]。
- 1984年（昭和59年）2月1日：荷物の取扱いを廃止[2]。
- 1987年（昭和62年）4月1日：国鉄分割民営化に伴い、東海旅客鉄道（JR東海）と日本貨物鉄道（JR貨物）の駅となる[2]。
- 1999年（平成11年）6月28日：貨物列車の発着最終日、住友大阪セメント専用線の運行終了[8]。
- 2019年（平成31年）3月2日：ICカード「TOICA」の利用が可能となる[9]。
- 2024年（令和6年）
  - 1月31日：JR全線きっぷうりばの営業を終了[10]。
  - 2月1日：お客様サポートサービス導入に伴い無人化および自動改札機導入[4][5]。待合室に地域住民運営のカフェ店舗「Cafe Lumière」が開業[11][12]。

## 駅構造
島式ホーム2面4線を有する地上駅。駅舎は構内西側にあり、2つのホームとは地下通路で連絡している。
お客様サポートサービスを導入している無人駅であり、大垣駅が管理している。2024年1月末までは早朝夜間を除き有人駅であった。自動券売機や自動改札機、チャージ機（改札内）が設置されているが、アシストマルスの導入はない。なお、東海道本線で最も西に位置する無人駅である。
もともと、現在の国道365号に沿った旧線から米原駅方面へ分岐されたルート上に設置された駅であるため、関ケ原駅 - 米原駅において当駅付近のみ北側へ迂回しているような線形となっている（国道21号や東海道新幹線、名神高速道路等は直進している）。このため、当駅から関ケ原駅まで半径402mのカーブが多数あり、制限速度80km/hの区間が頻発する。

### のりば
| 番線 | 路線          | 方向 | 行先             | 備考                    |
| ---- | ------------- | ---- | ---------------- | ----------------------- |
| 1・2 | CA 東海道本線 | 上り | 大垣・名古屋方面 | 1番線は一部列車のみ使用 |
| 3・4 | CA 東海道本線 | 下り | 米原・京都方面   | 4番線は事実上予備ホーム |

各のりばに関して
- 1番線 - 上り待避線。貨物列車などの待避と、一部の旅客列車のみ使用。
- 2番線 - 上り本線。
- 3番線 - 下り本線。
- 4番線 - 下り待避線。貨物列車などの待避に使われるが、定期旅客列車の発着はない。

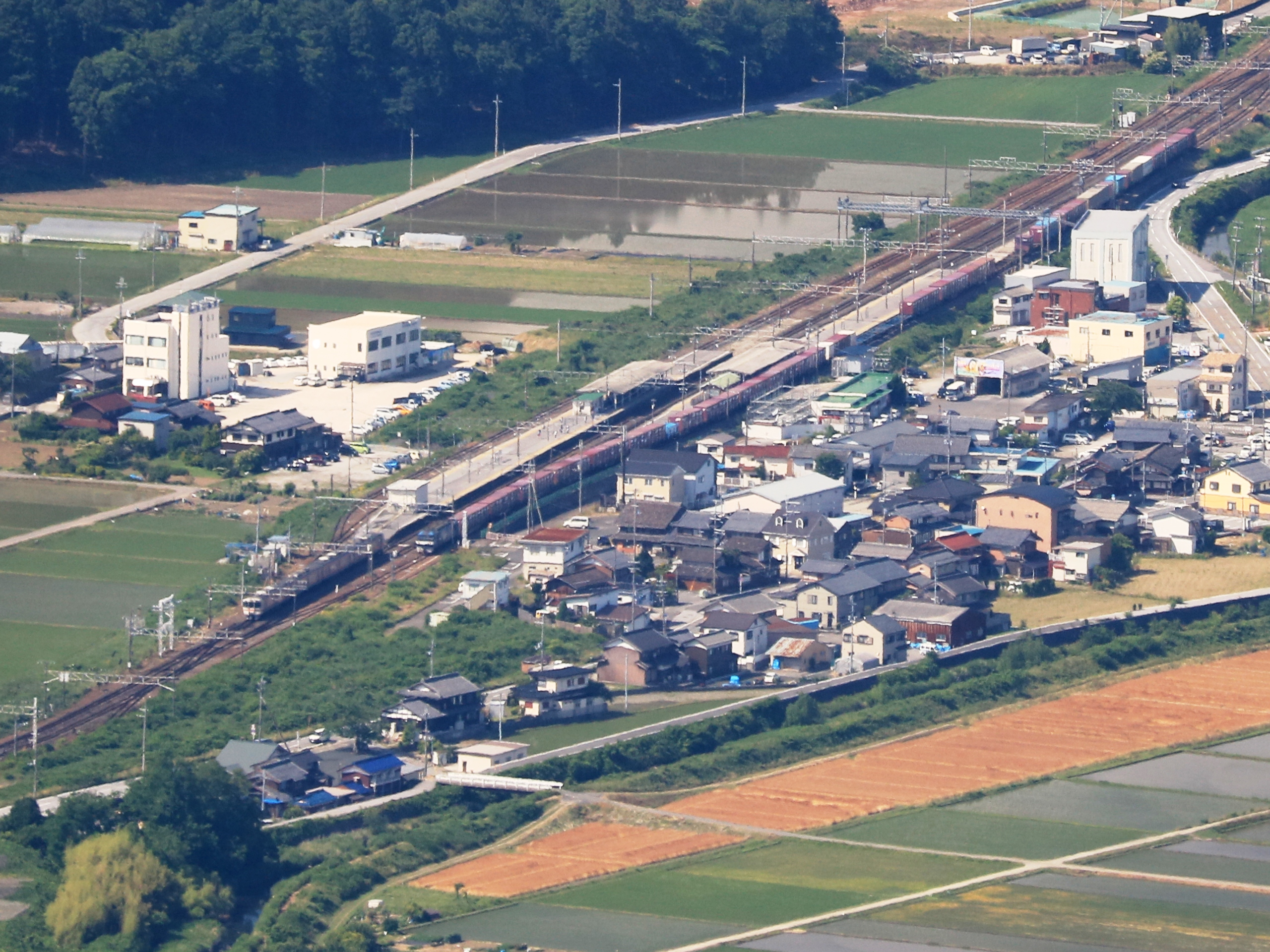
駅遠景（2017年6月）
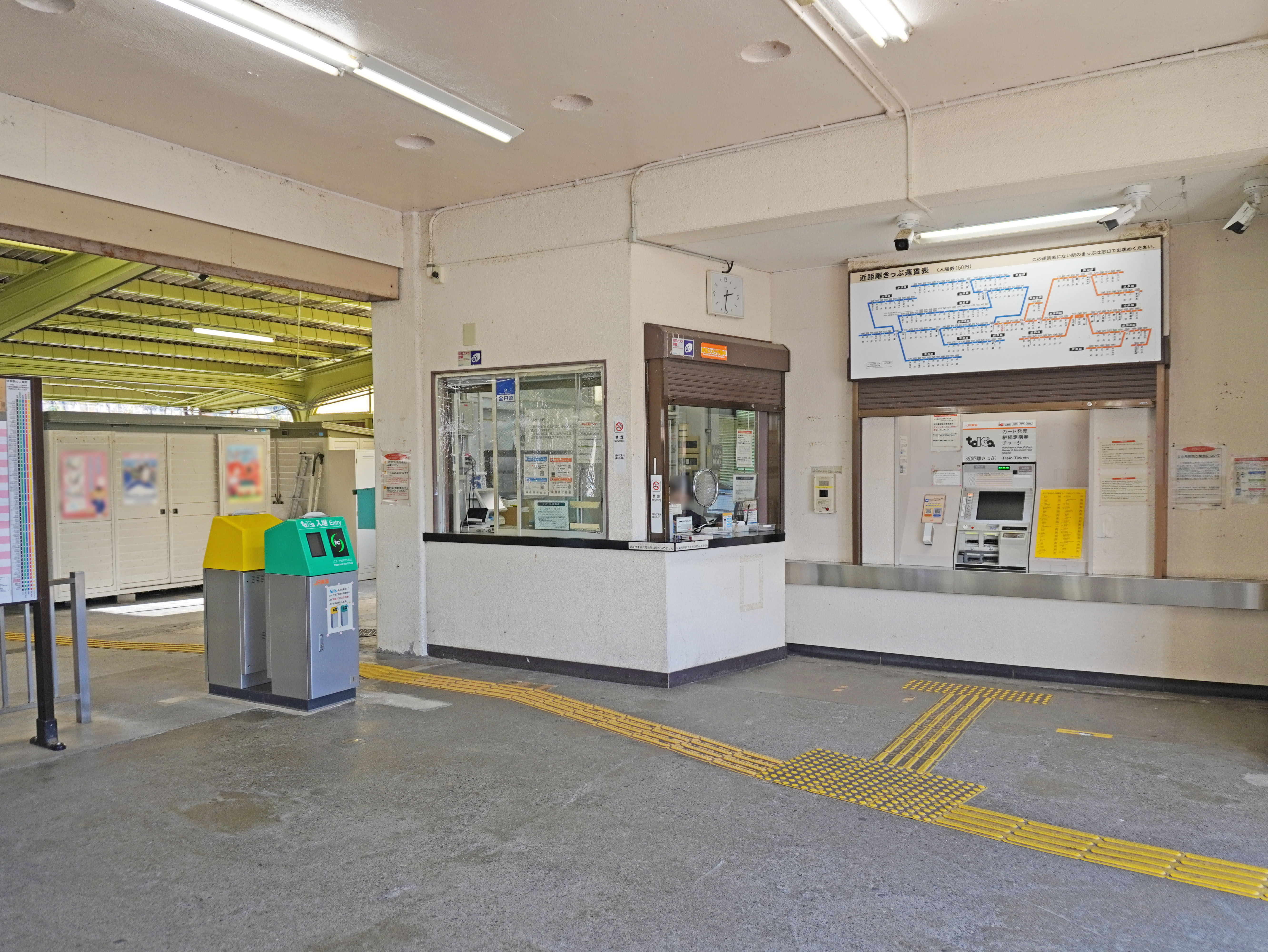
改札口（2022年11月）
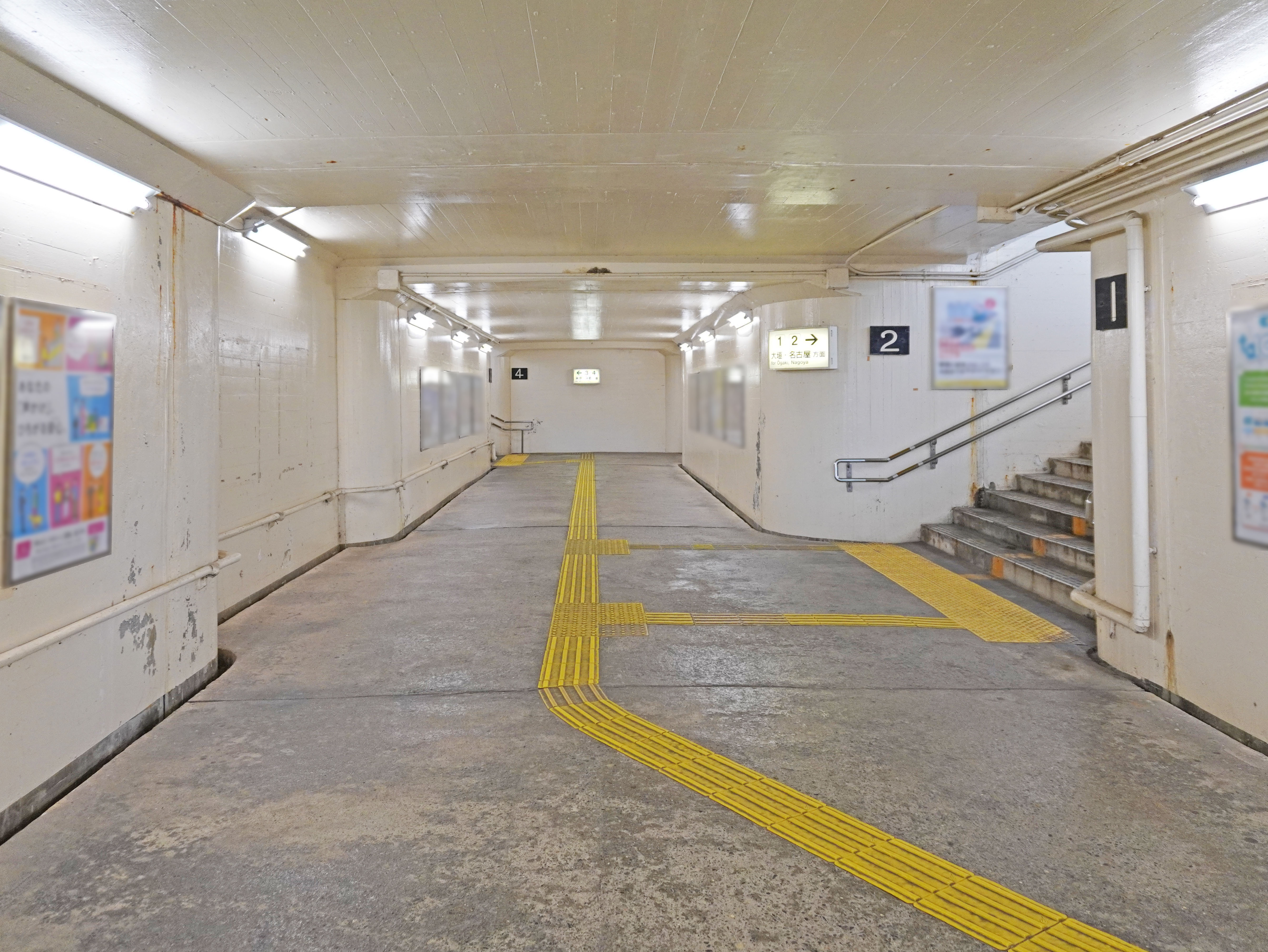
地下通路（2022年11月）
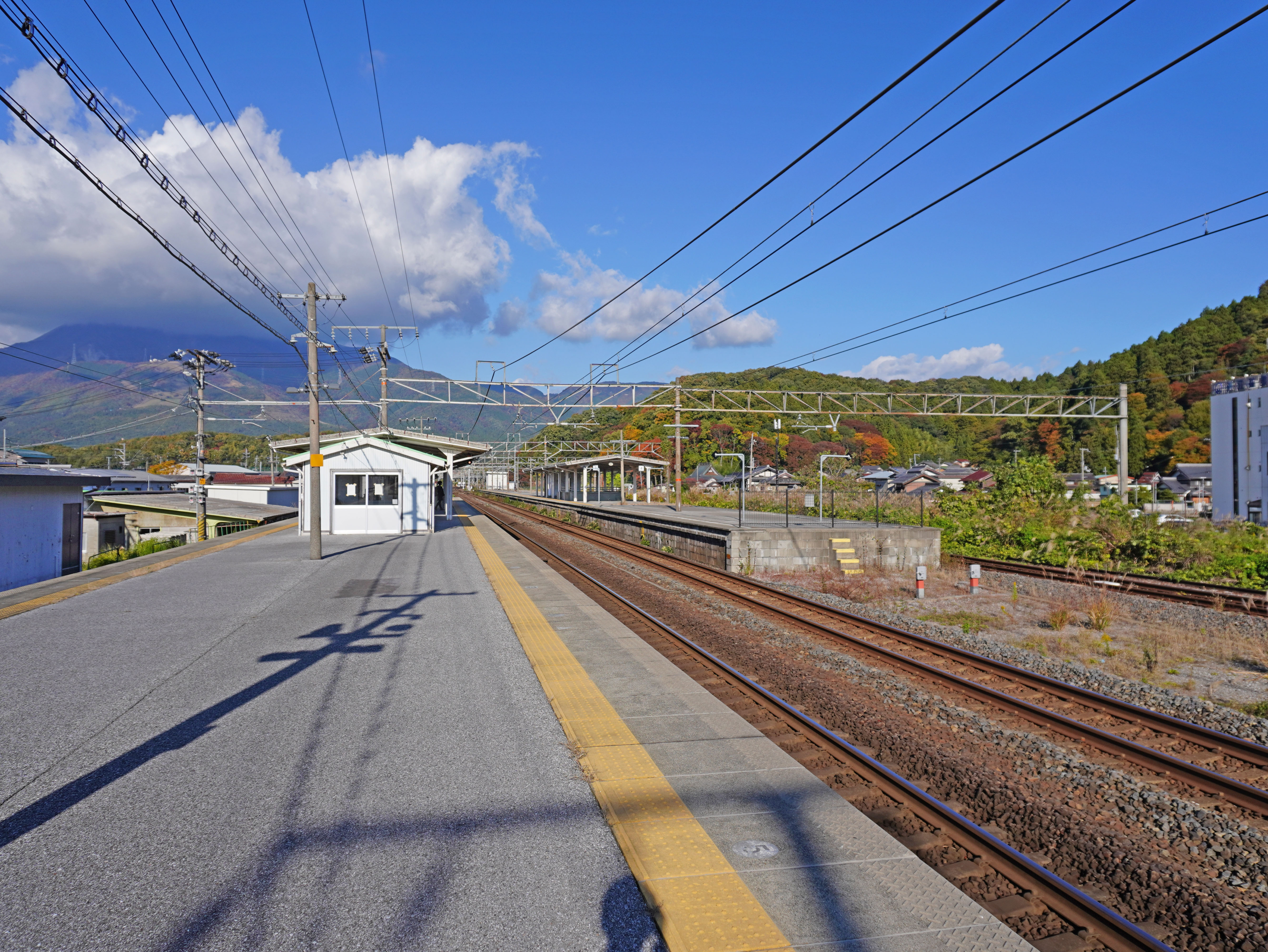
ホーム（2022年11月）

### 貨物取扱・専用線
現在は臨時車扱貨物のみを取り扱っており、貨物列車の発着はない。
かつては駅北側へ分岐し、住友大阪セメント（旧・大阪セメント）伊吹工場へと続く専用線が存在した。専用線は、かつての東海道本線の廃線跡を一部流用する形で敷設された全長3.7kmで1952年に開通。当初非電化で大井川鉄道から蒸気機関車（15・16）を購入し、1954年に三岐鉄道より102を購入した（15・16は101・103へ改番）。1955年に東海道本線稲沢-米原間が電化され、1956年に電気機関車（いぶき500形）を新製して蒸気機関車101は東洋レーヨンに、103は櫻島埠頭へ売却。102は保管されていたがのちに三岐鉄道へもどり保存されている。運転は1日6往復平日のみ（1993年当時）自社所有のタキ19000形や秩父セメントホキ5700形などが専用線に入線していた。同線の廃止後、いぶき500形は大井川鉄道（現・大井川鐵道）へ転じている。駅構内には貨車のためのヤードも存在したが専用線と共に廃止された。一部の線路のみ残存し、保線機械の留置に使われることがある。
また1980年代まで、近江鉱業長岡工場へ続く専用線もあり、砕石も扱われていた。同社社屋前から駅方向に向かって伸びている築堤に痕跡が残る（一部残された線路上に白い二軸貨車が置かれている）。

### 1985年当時の常備貨車
- タキ1900形（セメント専用）32両、大阪セメント所有
- タキ7300形（セメント専用）21両、大阪セメント所有
- タキ12200形（セメント専用）11両、大阪セメント所有
- タキ19000形（セメント専用）113両、大阪セメント所有
- ホキ3500形（セメント専用）6両、大阪セメント所有
- ホキ7200形（石灰石専用）5両、大阪セメント所有

（出典：「昭和60年版私有貨車番号表」『トワイライトゾーンMANUAL13』ネコ・パブリッシング、2004年）

## ダイヤ
普通は全て大垣発着であるが、快速系統の各列車は岐阜・名古屋方面へ直通する。
日中時間帯
- 大垣発着の普通が上下線とも1時間あたり2本停車する。

朝と夕方以降
- 特別快速・新快速・快速の運行があり、晩は米原行きの区間快速も運行される。

※土曜・休日ダイヤとなる日は、米原行きの区間快速が朝に1本だけ追加で運行される。

## 利用状況
JR東海の移動等円滑化取組報告書によれば、2023年度の1日当たりの利用者数は1,566人。「滋賀県統計書」によると、1日平均乗車人員は以下の通りである。
| 年度   | 1日平均 乗車人員 | 出典        |
| ------ | ---------------- | ----------- |
| 1992年 | 923              | [ 統計 2 ]  |
| 1993年 | 935              | [ 統計 3 ]  |
| 1994年 | 939              | [ 統計 4 ]  |
| 1995年 | 921              | [ 統計 5 ]  |
| 1996年 | 920              | [ 統計 6 ]  |
| 1997年 | 897              | [ 統計 7 ]  |
| 1998年 | 891              | [ 統計 8 ]  |
| 1999年 | 870              | [ 統計 9 ]  |
| 2000年 | 858              | [ 統計 10 ] |
| 2001年 | 828              | [ 統計 11 ] |
| 2002年 | 804              | [ 統計 12 ] |
| 2003年 | 808              | [ 統計 13 ] |
| 2004年 | 不明             |             |
| 2005年 | 不明             |             |
| 2006年 | 不明             |             |
| 2007年 | 840              | [ 統計 14 ] |
| 2008年 | 862              | [ 統計 15 ] |
| 2009年 | 842              | [ 統計 16 ] |
| 2010年 | 835              | [ 統計 17 ] |
| 2011年 | 825              | [ 統計 18 ] |
| 2012年 | 833              | [ 統計 19 ] |
| 2013年 | 857              | [ 統計 20 ] |
| 2014年 | 840              | [ 統計 21 ] |
| 2015年 | 843              | [ 統計 22 ] |
| 2016年 | 846              | [ 統計 23 ] |
| 2017年 | 824              | [ 統計 24 ] |
| 2018年 | 845              | [ 統計 25 ] |
| 2019年 | 829              | [ 統計 26 ] |
| 2020年 | 640              | [ 統計 27 ] |
| 2021年 | 689              | [ 統計 28 ] |
| 2022年 | 765              | [ 統計 29 ] |

| 年度 | 発送貨物（トン） | 到着貨物（トン） |
| ---- | ---------------- | ---------------- |
| 1992 | 547,322          | 205,252          |
| 1993 | 576,101          | 202,755          |
| 1994 | 597,867          | 211,849          |
| 1995 | 514,193          | 151,029          |
| 1996 | 336,559          | 38,125           |
| 1997 | 298,565          | 33,589           |
| 1998 | 204,778          | 23,558           |
| 1999 | 29,234           | 3,428            |
| 2000 |                  |                  |

- 滋賀県統計書各年度版

## 駅周辺
表側にロータリーがある。旧山東町の中心付近にあり、民家や商店が点在する。市役所支所や市民交流プラザは天野川の向こう岸にあるが、シルバー人材センターや三島池は駅からやや離れた所にある。裏側は田畑が広がるが、民家が点在する。近江鉱業の本社や工場はこちら側にある。
- 米原市役所山東支所
- 米原市民交流プラザ（ルッチプラザ）
- 山東郵便局
- 近江鉱業本社・長岡工場
- 内堀鉱業
- 長岡のゲンジボタル及びその発生地（特別天然記念物）[1]
- 滋賀県道244号大野木志賀谷長浜線
- 滋賀県道248号天満一色線
- 天野川
- 伊吹山（深田久弥選定の「日本百名山」のひとつ）

## 接続交通機関
「近江長岡駅」停留所から、湖国バス（長浜営業所）の路線バスとまいちゃんバス（米原市）の乗合タクシーが発着する。

### バス路線
湖国バス
- 近江長岡線：長浜駅
- 長岡登山口線：伊吹登山口
- 梓河内線：梓河内

### タクシー路線
まいちゃんバス
- 甲津原

平日（※お盆（8月14日 - 8月16日）・年末年始（12月29日 - 翌年1月3日）を除く）に1日3便のみ運行。予約不要。

## 隣の駅
東海旅客鉄道（JR東海）
CA 東海道本線
■特別快速・■新快速・■快速・■区間快速・■普通（区間快速は米原方面行きのみ運転）
柏原駅 (CA80) - 近江長岡駅 (CA81) - 醒ケ井駅 (CA82)

### かつて存在した路線
逓信省鉄道作業局
東海道線（旧線）
関ケ原駅 - （貨）深谷駅 - 長岡駅